# Alphonsea borneensis
Alphonsea borneensis är en kirimojaväxtart som beskrevs av Ian Mark Turner. Alphonsea borneensis ingår i släktet Alphonsea och familjen kirimojaväxter. Inga underarter finns listade i Catalogue of Life.